# Microgaster agama
Microgaster agama är en stekelart som beskrevs av De Saeger 1944. Microgaster agama ingår i släktet Microgaster och familjen bracksteklar. Inga underarter finns listade i Catalogue of Life.